# Nadziąślak
Nadziąślak (łac. epulis) – miejscowy, zwykle zapalny guzek (czasem w postaci narośli) dziąsła. Często krwawi i ulega owrzodzeniom. Leczenie polega na wycięciu chorego miejsca, jednak bardzo często guz odrasta.
Rodzaje:
- nadziąślak włóknisty (łac. epulis fibrosa)
- nadziąślak olbrzymiokomórkowy (łac. epulis gigantocellularis)
- nadziąślak zapalny (łac. epulis inflammatoria)

Przeczytaj ostrzeżenie dotyczące informacji medycznych i pokrewnych zamieszczonych w Wikipedii.